# Parque Anauá
O Parque Anauá é um complexo multifuncional cuja estrutura comporta atividades esportivas e culturais, além de ser um espaço representativo da paisagem pertencente à ecorregião denominada “Savana das Guianas”, parte do Bioma Amazônia, denominada localmente de lavrado. Com área de 106 hectares, o parque possui localização lindeira ao eixo de ligação entre a Praça do Centro Cívico e o aeroporto internacional da cidade, o que garante-lhe importante inserção no cenário urbano.

## Proposta do Parque do Lago dos Americanos

Perspectiva do Parque Anauá

Pelo escritório DPJ foi submetida proposta sob o número de inscrição 6, sendo a única proposta apresentada à Secretaria de Obras e Serviços Públicos do Governo do Território Federal de Roraima, além da vencedora. Na proposta paraense (Il. 2), denominada de “Parque do Lago dos Americanos”, desenvolvida pelos arquitetos sócios da DPJ e sua equipe, destaca-se o contexto da inserção urbana do parque, visto que oferece condições vantajosas com referência ao seu relacionamento com a área urbana atual e também com as áreas de expansão, permitindo, através da utilização de algumas vias estruturais, o acesso fácil a partir dos diferentes pontos da cidade.
A DPJ, ao propor paisagismo que buscasse suprir a ausência de espaços verdes equipados para o lazer e para a recreação, associa áreas de bosques às funções do zoneamento proposto, visando corrigir, com a proposta do projeto, essa carência com a iniciativa governamental da implantação do Parque Lago dos Americanos.

## Proposta do Parque Anauá

Zoneamento do Parque Anauá originalmente

A proposta vencedora do concurso teve autoria do arquiteto cearense Otacílio Teixeira Lima Neto (Fortaleza, 1946-2013) sobe o qual existe uma lacuna de dados, tanto quanto à proposta quanto sobre sua própria biografia. Essa situação compromete a pesquisa documental, entretanto favorece a análise de campo, tratando a arquitetura como documento a ser lido e interpretado (LE GOFF, 1990). Nisso temos, por ter sido executado, vantagem de análise quanto à proposta anterior. A proposta vencedora partia do mesmo programa básico, porém diferenciava-se pela opção formal mais arrojada. Também intencionava preencher o vazio urbano em termos de opções de lazer, esporte, educação e cultura (LIMA NETO, 1989, p. 116), portanto visualizava o espaço para o projeto como um vazio inscrito em uma malha urbana consolidada e tinha como programa funções e elementos diversos: pórtico de entrada, anfiteatro, estação do bondinho, conjunto de bares, restaurantes, ancoradouro/cais, administração, centro cultural, escola de primeiro grau e escola de educação especial.
O partido arquitetônico das edificações objetivava transformar o Parque Anauá em um espaço de experimentação arquitetônica e magnificência da arquitetura vernacular, uma espécie de mostruário da força e da imponência da madeira da mata (LIMA NETO, 1989, p. 117) contudo, é visível na sua proposta, o uso profuso de concreto em várias de suas estruturas, com forte caráter arquitetônico e plástico. Não podemos negar, contudo que, em muitos edifícios, é possível identificar diálogo formal com as malocas, assim do uso inteligente dos materiais naturais, como madeiras e palha, e do concreto, sempre que necessário. Também, cabe registrar, que a necessidade de adequação do projeto a determinados materiais inexistentes localmente, fez com que meios de execução fossem criados.